# Jean-Baptiste Fontémoing
Jean-Baptiste Fontémoing est un homme politique français né le 11 janvier 1736 à Libourne (Gironde) et décédé le 11 août 1806 au même lieu.

## Biographie
Négociant à Libourne, président du tribunal de commerce, il est député de la Gironde de 1803 à 1806.

### Sources
- « Jean-Baptiste Fontémoing », dans Adolphe Robert et Gaston Cougny, Dictionnaire des parlementaires français, Edgar Bourloton, 1889-1891 [détail de l’édition]